# Dobroslava ze Strakonic
Dobroslava ze Strakonic byla česká šlechtična a manželka Bavora I. ze Strakonic.

## Život
Její původ je neznámý, podle Miroslava Svobody mohla pocházet z rodu Rožmberků. Zmíněna je v letech 1243 a 1251 jako manželka Bavora I. ze Strakonic. Na listině datované rokem 1243 je však na jiné listině zmíněna jako manželka Bavora ze Strakonic Bohuslava. Podle Miroslava Svobody se Bavor oženil dvakrát, poprvé s Dobroslavou, podruhé s Bohuslavou. Listina, kde je Bohuslava zmíněna, byla podle Svobody sepsána až po deseti letech, jméno Bavorovy manželky tak nebylo aktuální. Možné je však i to, že si písař listiny spletl jména a Dobroslavu zaměnil za Bohuslavu. Dobroslava či Bohuslava porodila Bavorovi minimálně syna Bavora II. ze Strakonic a dceru Domaslavu ze Strakonic. 